# Victorio
Victorio (c. 1825 – 14 octobre 1880) était un guerrier et chef des Apaches Chiricahuas dans la région appelée aujourd’hui le Nouveau-Mexique.

## Biographie
Victorio est né entre 1820 et 1825 dans ce qui est aujourd'hui le Nouveau-Mexique et fut élevé dans le groupe des Chihenne (parfois appelé les Chiricahua de l’est). Des rumeurs persistantes parmi les blancs disaient que Victorio était en partie de sang mexicain, mais il n’y eut jamais de preuves de ces allégations. D’autres rumeurs le disaient issu des Navajos, ces derniers l’appelant « Celui qui prend soin de son cheval ». La sœur de Victorio était la fameuse guerrière Lozen (« L’habile voleuse à cheval »).
En 1853, il fut considéré comme un chef par l’armée des États-Unis et signa un document officiel en ce sens.
À l’âge de 20 ans, il commença à fréquenter Geronimo et d’autres leaders Apache.
Comme c’était la coutume, il devint le chef d’un groupe de Chiricahua et de Mescaleros et combattit l’armée américaine.
De 1870 à 1880, Victorio et ses guerriers ont vécu dans trois réserves indiennes différentes. Il était très habile à échapper à ses assaillants lors de ses assauts.
On attribue à Victorio le massacre d'Alma en avril 1880, au Nouveau-Mexique.
En octobre 1880, alors qu’il se déplaçait sur le Rio Grande dans le nord du Mexique, Victorio et ses hommes furent encerclés et tués par les soldats de l’armée mexicaine à Tres Castillos près de Coyame. Seuls quelques femmes et enfants purent fuir.

## Hommages
En avril 1980, un monument fut érigé à Alma au Nouveau-Mexique par le militant David Foreman pour honorer Victorio.
En 2003, à Chihuahua, au Mexique, un monument de Victorio fut érigé sur la place principale puisqu’il était considéré comme étant originaire de ce lieu par les Mexicains.

## Dans la culture populaire

### Films
- Buffalo Soldiers réalisé par Charles Haid en 1997 raconte une partie de l’histoire de Victorio.

### Romans
- Avenging Victorio: A Novel of the Apache Insurgency in New Mexico, 1881, Dave Dewitt, Rio Grande Books.
- Victorio's War, John Wilson, 2012, Orca Book Publishers.
- Ours, Philippe Morvan, 2018, Calmann-Levy.
- Hondo, l'homme du désert, Louis L'amour, 1993, Editions du Rocher.